# Kamerální účetnictví
Kamerální účetnictví nebo též kameralistika (název pochází z latinského camera – pokladna) je účetní soustava založená v 19. století.
Kameralistika byla zaměřena především na státní správu, důvod jejího vzniku a rozšíření byla právě působnost ve státní správě. V kamerálním účetnictví se nesledoval stav majetku (pouze v pomocných knihách ve fyzických jednotkách), v kamerálním deníku registrovaly se pouze příjmy a výdaje. Operace se zapisovaly do rubrik členěných na příjmové a výdajové. Úkolem kamerálního účetnictví bylo také sledování platebních povinností. Jedná se o dnes již o mrtvou účetní soustavu, v Československu byla zrušena v roce 1954.